# IObit Start Menu
 IObit Start Menu  — программа, которая возвращает меню «Пуск» в операционной системе Windows 8. Она предлагает решение пользователям, постоянно работающим с меню  «Пуск» Windows и не привыкших к новому стартовому экрану  «Metro» Windows 8. Благодаря своей простоте и лёгкости в установке IObit Start Menu получила широкое распространение по всему миру,  интерфейс программы переведён на множество языков.

## Функции
- Возвращает кнопку и меню «Пуск» в интерфейс операционной системы Windows 8.
- Есть возможность пропустить стартовую страницу «Metro», позволяя пользователям, работающим только на рабочем столе, загружаться непосредственно на рабочий стол Windows 8.
- Поиск приложений на рабочем столе и «Metro»
- Настройка через использование элемента контекстного меню «Настройки»
- Есть возможность указать облик клавиши «Пуск», установить, миновать либо нет начальный экран
- Есть возможность выключить активные углы, боковую панель начального экрана и т. д.[1]
- Возможность добавлять и удалять пункты меню.

## Критика
Некоторые пользователи замечают, что прорисовка меню «Пуск» иногда запаздывает, также нарекания вызывает тот факт, что встроенный поиск выполняется только по элементам, занесённым в меню. Также программу критикуют за недостаточное количество настроек.
Программа так же мало совместима с новой Windows 8.1, хотя и работает.

На слабых компьютерах часто зависает, в некоторых случаях приводит к краху Windows Explorer.